# Josh Todd
Josh Todd (nato Joshua Todd Gruber; Los Angeles, 4 aprile 1970) è un cantante statunitense, noto per essere il leader dei Buckcherry.
Nel 1995 conobbe il chitarrista Keith Nelson, con il quale condivideva la passione per gli AC/DC. Insieme diedero l'avvio agli Sparrow, che successivamente cambiarono nome in Buckcherry.
Nel 2003, in seguito al temporaneo scioglimento della band, pubblicò il suo primo e unico album da solista, You Made Me. Nel 2005, tornò a far parte dei Buckcherry nella loro nuova formazione.

## Discografia
- 2003 – You Made Me (TODD Entertainment)